# Citizen Erased
Citizen Erased is een nummer van de Britse rockgroep Muse van het tweede studioalbum Origin of Symmetry. Het nummer, dat 7 minuten en 19 seconden duurt, was tot 2015 het langste nummer van de band. Sindsdien bezet The Globalist, een nummer van het album Drones (album van Muse) dat een lengte heeft van tien minuten en zeven seconden, deze positie. Ook heeft het een overgang naar het volgende nummer op het album, Micro Cuts.
Een fansite van Muse heeft een keer geprobeerd om het nummer de single-hitlijst van het Verenigd Koninkrijk in te krijgen via verschillende download-bronnen. Het nummer kwam op één binnen in de hitlijst van 7digital, maar kwam niet tot de Britse hitlijst. Daarin kwam het nummer op positie 122 binnen.

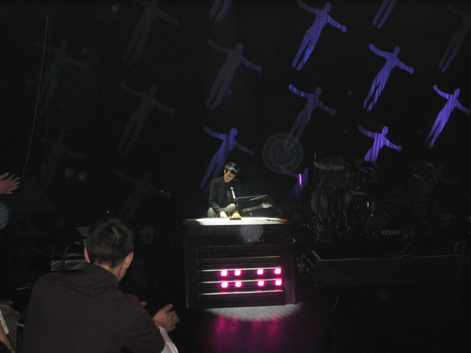
Matthew Bellamy speelt het pianogedeelte tijdens een concert van de Absolution Tour.

## Trivia
- Op 9 december 2010 in Sydney heeft zanger Matthew Bellamy het nummer, in reactie op de arrestatie van Julian Assange, tijdelijk naar Citizen Arrested veranderd.
- Toen het nummer voor het eerst live werd gespeeld, werd het einde van het nummer met de gitaar gedaan in plaats van de piano. Er bestaan hier geen opnamen van, en het was ook de eerste keer dat dit voorkwam. Sindsdien wordt het einde van het nummer regelmatig op de piano gespeeld door Bellamy.